# Distruzione di coloranti
La dizione distruzione di coloranti si applica a materiali e procedimenti fotografici e cinematografici a colori. Più precisamente con materiali a distruzione di coloranti si indicano i materiali fotografici e cinematografici (pellicole, carte ecc.) in cui, a differenza dei materiali a colori convenzionali (in cui i coloranti che producono l'immagine a colori per sintesi sottrattiva si formano durante lo sviluppo), i Per un per coloranti sono già presenti nell'emulsione e vengono eliminati, dove non servono, durante lo sviluppo. I procedimenti di sviluppo di tali materiali sono detti a loro volta procedimenti o trattamenti a distruzione di coloranti.
Oltre a "distruzione di coloranti" si usano, con lo stesso significato, le dizioni sbianca di coloranti e asportazione di coloranti.

## Storia
I materiali e i procedimenti in sintesi sottrattiva a distruzione di coloranti sono più antichi di quelli convenzionali a copulanti cromogeni, introdotti nel 1936. Si possono infatti far risalire agli studi di Karl Schnitzel (1905), all'Utocolor (circa 1906; secondo alcuni autori 1904 o 1895) di J.H. Smith e al Gasparcolor (1934) di Imre e Bela Gaspar.
Appartengono alla categoria dei materiali a distruzione di coloranti gli attuali materiali  Ilfochrome Classic.

## Principi
Come per i materiali a colori convenzionali, anche i materiali a distruzione di coloranti sono costituiti da un supporto su un lato del quale è steso uno strato di colorante trasparente ciano; su questo è steso uno strato di colorante trasparente magenta e su questo uno strato di colorante trasparente giallo. Nei tre strati sono contenuti anche alogenuri d'argento: in quello giallo sono sensibili alla luce blu, in quello magenta alla luce verde e in quello ciano alla luce rossa. Attualmente (ad esempio nell'Ilfochrome) vengono usati coloranti azoici, che essendo molto vicini, dal punto di vista spettrale, ai colori primari ideali ciano, magenta e giallo su cui si basa la sintesi tricromatica sottrattiva, permettono di ottenere tinte più pure e brillanti.

## Materiale positivo

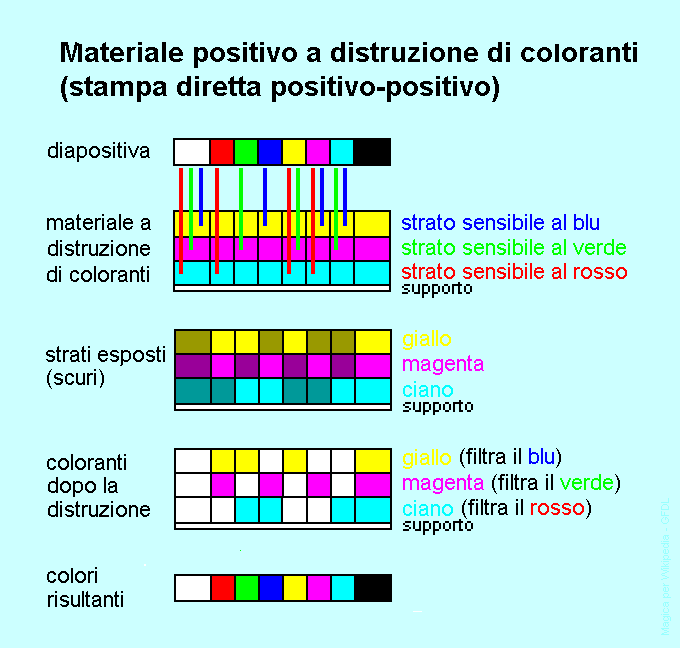
Figura 1 - Stampa positivo-positivo con procedimento a distruzione di coloranti

I materiali a distruzione di coloranti attualmente in commercio producono un'immagine positiva a partire da un positivo.
La figura 1 mostra come avviene la stampa positivo-positivo a partire da una diapositiva (lo spessore degli strati di colorante, in realtà ovviamente piccolissimo rispetto a quello del supporto, è stato per chiarezza volutamente esagerato).
Dopo l'esposizione, lo sviluppo produce nei tre strati tre immagini negative in bianco e nero e, nelle zone esposte, sbianca i coloranti e l'immagine d'argento. Durante il fissaggio i coloranti sbiancati vengono rimossi (per questo si parla di "distruzione dei coloranti"), come pure l'argento sbiancato e gli alogenuri d'argento non esposti. I coloranti rimasti formano, per sintesi sottrattiva, un'immagine positiva a colori.
Nella figura 2 è illustrato ciò che avviene in un caso reale.

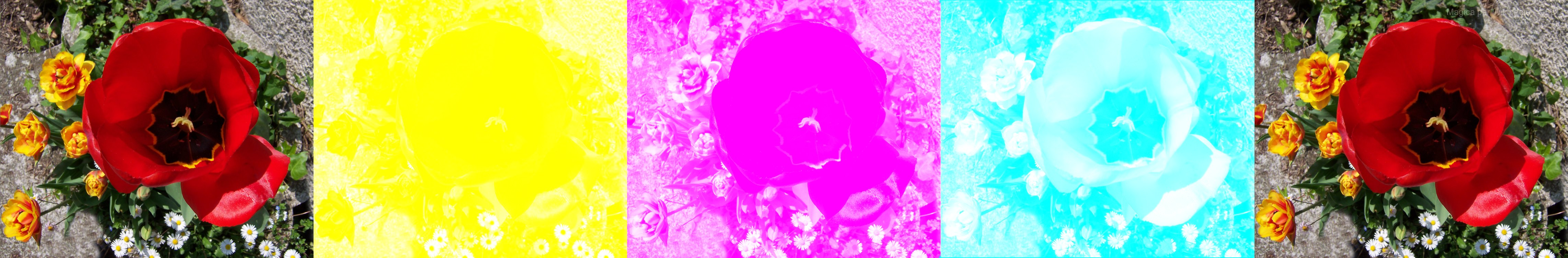
Figura 2: Immagine originale positiva, strati giallo, magenta e ciano, immagine positiva riprodotta

## Materiale negativo

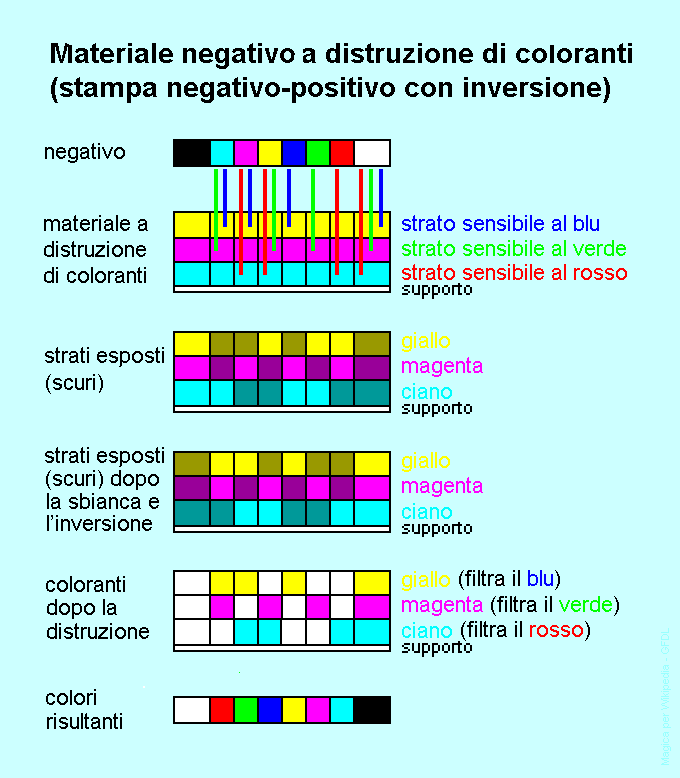
Figura 3 - Stampa negativo-positivo con procedimento a distruzione di coloranti

Con i materiali positivi a distruzione di colorante, a differenza di quanto avviene coi materiali invertibili a colori (come ad esempio le pellicole per diapositive, le carte invertibili per stampe da diapositive, le pellicole cionematografiche invertibili), l'immagine positiva non viene ottenuta con un procedimento di inversione (cioè esponendo, dopo il primo sviluppo negativo, gli alogenuri d'argento non esposti), ma asportando i coloranti e l'argento dove non servono. Sfruttando il procedimento d'inversione è però possibile ottenere dei negativi a distruzione di coloranti (anche se attualmente non esistono in commercio materiali cui questo procedimento sia applicabile).
La figura 3 mostra come avviene, con un materiale di questo tipo, la stampa negativo-positivo a partire da un negativo a colori. Anche in questo caso dopo l'esposizione gli alogenuri d'argento dei tre strati sensibili al blu, al verde e al rosso vengono sviluppati e producono tre immagini negative d'argento. A questo punto viene però sbiancato solo l'argento (che si è formato nelle zone esposte), ma non i coloranti. Il materiale viene riesposto a luce bianca o, in alternativa, viene "esposto" chimicamente. Dopo la seconda esposizione, lo sviluppo produce nei tre strati tre immagini positive in bianco e nero e, nelle zone esposte, sbianca i coloranti e l'immagine d'argento. Durante il fissaggio i coloranti sbiancati vengono rimossi, come pure l'argento sbiancato e gli alogenuri d'argento non esposti. I coloranti rimasti formano, per sintesi sottrattiva, un'immagine positiva a colori.
Nella figura 4 è illustrato ciò che avviene in un caso reale.

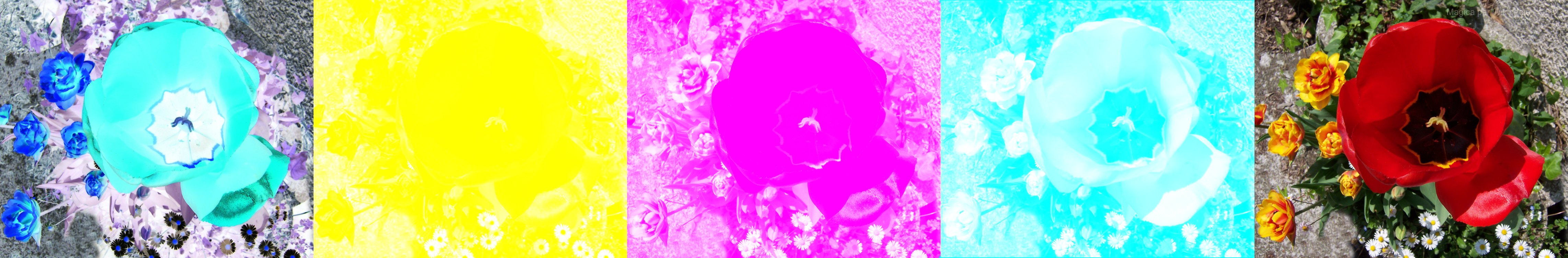
Figura 4: Immagine originale negativa, strati giallo, magenta e ciano, immagine positiva riprodotta